# 勾山街道
勾山街道是中华人民共和国浙江省舟山市普陀区一个已撤销的街道办事处，2013年8月29日，舟山市人民政府批复同意撤销勾山街道，将其所辖行政区域划归东港街道。
陆域面积44.1平方公里，总人口约3.2万人。

## 行政区划
勾山街道辖有1个社区(城市社区)、20个行政村以及6个渔农村新型社区，分别为：
- 社区：浦西社区；
- 行政村：塔岭下村、南岙村、赵家岙村、观碶头村、黄雉村、浦东村、新花村、外勾山村、曙光村、舵岙村、徐家村、大岭下村、吴家岙村、新塘村、刘家湾村、小蒲湾村、山头黄村、蒲岙村、施家岙村、芦花村；
- 渔农村新型社区：芦东社区(塔岭下村、南岙村、赵家岙村联建)、浦东社区(观碶头村、黄雉村、浦东村联建)、曙光社区(新花村、外勾山村、曙光村联建)、红旗社区(舵岙村、徐家村、大岭下村、吴家岙村、新塘村、刘家湾村联建)、蒲岙社区(小蒲湾村、山头黄村、蒲岙村联建)、芦花社区(施家岙村、芦花村联建)。